# أزمة اللاجئين الأوكرانيين

خريطة الشتات الأوكراني في العالم

بدأت أزمة اللاجئين الجارية في أوروبا في أواخر فبراير من عام 2022 بعد الغزو الروسي لأوكرانيا. غادر أكثر من 3.7 مليون لاجئ أوكرانيا (اعتبارًا من 24 مارس 2022)، في حين نزح ما يقدر بنحو 6.48 مليون شخص داخل البلاد (اعتبارًا من 16 مارس 2022). إجمالًا، عشرة ملايين شخص- أكثر من ربع السكان- غادروا منازلهم في أوكرانيا بحلول 20 مارس. سبب الغزو أكبر أزمة للاجئين في أوروبا منذ الحرب العالمية الثانية وما بعدها، وهي الأولى من نوعها في أوروبا منذ حروب يوغسلافيا في تسعينيات القرن العشرين، وواحدة من أكبر أزمات اللاجئين في العالم في القرن الواحد والعشرين، مع أعلى معدل هروب للاجئين في العالم.
دخل الغالبية العظمى من اللاجئين مباشرة إلى الدول المجاورة غرب أوكرانيا. استقبلت بولندا عدد لاجئين أكبر من أوكرانيا أكثر من جميع الدول الأوروبية مجتمعةً. الدول الأخرى المجاورة لأوكرانيا التي استقبلت لاجئين هي رومانيا، ومولدوفا، وهنغاريا وسلوفاكيا. انتقل بعض اللاجئين أكثر غربًا إلى دول أوروبية أخرى، وبدرجة أقل إلى أماكن أخرى. من ناحية ثانية، يشير المراقبون إلى أنه من المرجح أن يبقى معظمهم في بولندا ودول أخرى في أوروبا الوسطى لأن «أسواق العمل الضيقة، والمدن ذات الأسعار المعقولة والشتات الموجود مسبقًا، جعل هذه البلدان بدائل أكثر جاذبية بالنسبة للأوكرانيين، الذين تصبح خياراتهم أقل في غرب أوروبا.
سمحت دول الاتحاد الأوروبي الحدودية مع أوكرانيا بدخول جميع الهاربين من الحرب في أوكرانيا لأسباب إنسانية، سواء كان لديهم جواز سفر بيومتري أم لا، وقرر الاتحاد الأوروبي منحهم الحق بالبقاء والعمل والدراسة في أي دولة عضو في الاتحاد يختارونها لفترة أولية هي عام واحد. أبلغ بعض الأشخاص غير الأوروبيين والغجر عن تعرضهم للتمييز العرقي على الحدود.

## اللاجئون قبل غزو عام 2022
نتج عن كل من ضم القرم إلى الاتحاد الروسي وحرب دونباس، اللذان يعتبر كل منهما جانبًا من جوانب الحرب الروسية الأوكرانية، قبل هذا الغزو مليونا لاجئ ونازح داخلي على الأقل منذ عام 2014. أشارت إليهم بعض وسائل الإعلام بأنهم لاجئون منسيون، بسبب استقبال الاتحاد الأوروبي البارد لهم، ومعدل قبول طلبات اللجوء المنخفض وإهمال وسائل الإعلام.
اتجه أكثر من مليون لاجئ قبل عام 2022، بشكل أساسي من دونباس، إلى روسيا بين عامي 2014 و2016، في حين ارتفع عدد النازحين داخل أوكرانيا إلى 1.6 مليون شخص بحلول أوائل مارس عام 2016.

## الأرقام
يمكن أن يتغير عدد اللاجئين بسرعة، وغالبًا ما تكون الأرقام مجرد تقديرات. ليس بالضرورة أن تسجل الانتقالات من بلد إلى آخر بشكل رسمي. يُسمح للأوكرانيين بالسفر إلى بعض الدول في أوروبا بدون تأشيرة وقد يسمح لهم بالبقاء في البلاد لمدة أطول دون إذن خاص. في أماكن أخرى، عليهم أن يتقدموا بطلب للحصول على اللجوء. وفقًا لبنود اتفاقية شنغن، بإمكانهم السفر في كثير من الأحيان إلى دول شنغن أخرى.
قدر مكتب الأمم المتحدة لتنسيق الشؤون الإنسانية في 27 فبراير أنه خلال شهرين سيكون هناك 7.5 مليون نازح داخلي في أوكرانيا، و12 مليون شخص سيحتاجون للرعاية الصحية، وعدد الأشخاص الفارين من الحرب قد يصل إلى 4 ملايين شخص. صرحت المفوضية السامية للأمم المتحدة لشؤون اللاجئين أن الوضع كان أزمة اللاجئين الأسرع نموًا منذ الحرب العالمية الثانية. وفقًا للمفوضية السامية للأمم المتحدة لشؤون اللاجئين، فقد تجاوز عدد اللاجئين الأوكرانيين الذين غادروا البلاد 3.7 مليون شخص بحلول 23 مارس، 2022.
دعا رئيس الاتصالات للمفوضية السامية للأمم المتحدة لحقوق الإنسان سرعة هجرة اللاجئين من أوكرانيا بأنها «استثنائية» وقال بأن عدد الأشخاص النازحين داخليًا في أوكرانيا وصل إلى عدد الذين غادروا البلاد.
وجدت دراسة قامت بها وكالة منظمة الهجرة الدولية للأمم المتحدة في مارس 2022، أن 13.5% من النازحين الجدد عانوا من النزوح في 2014-2015. تسافر أكثر من 60% من العائلات مع أطفال، ومن بين نحو 10 ملايين شخص نزحوا داخل وخارج أوكرانيا، هناك 186 ألفًا من جنسيات بلدان العالم الثالث.

## البلدان

### البلدان المجاورة
تم ترتيب الدول المجاورة حسب عدد اللاجئين الذين دخلوا إليها، البلدان الأخرى رتبت حسب الأحرف الأبجدية.

#### بولندا
كانت بولندا، منذ 15 فبراير، تتوقع هجومًا روسيًا محتملًا على أوكرانيا. طلبت الحكومة البولندية من الأسر الاستعداد لوصول ما يصل إلى مليون لاجئ. بحلول 23 مارس، 2022، دخل أكثر من 2.2 مليون لاجئ أوكراني إلى بولندا. خفضت بولندا كثيرًا من الإجراءات الرسمية المعتادة على الحدود، وقالت إنه سيتم قبول وثائق هوية مختلفة.
تم افتتاح نقاط تجمع للاجئين في كل مقاطعة في بولندا. تمنحهم السلطات المحلية الطعام والسكن مع بعض الإمدادات الأخرى مجانًا. وبصرف النظر عن ذلك، يعرض عدد كبير من المواطنين المساعدة التطوعية، والسكن المجاني ومساعدات أخرى. يوجد أيضًا مواقع ويب تحوي معلومات للاجئين باللغة الأوكرانية. تعد الحكومة تغييرات قانونية من شأنها تبسيط توظيف الأوكرانيين في بولندا، لأن تأشيرة العمل حاليًا مطلوبة منهم بصفتهم أوكرانيين من خارج الاتحاد الأوروبي.
زار رئيس المجلس الأوروبي شارل ميشيل المعبر الحدودي بتاريخ 2 مارس وأشاد بالجهود البولندية «في ضمان ممرات آمنة للأوكرانيين، والمواطنين الأوروبيين» والمواطنين من بلدان أخرى «دون أي تمييز». أنكر في مقابلة لاحقة لفرانس إنتر المزاعم عن عنصرية الجنود الأوكرانيين والبولنديين ووصفها بأنها «دعاية روسية» وجزء من حرب المعلومات الروسية. يعتقد العديد من المراقبين أن معظمهم على الأرجح سيبقى في بولندا ودول أوروبية أخرى لأن «أسواق العمل الضيقة، والمدن ذات الأسعار المعقولة والشتات الموجود مسبقًا، جعل هذه البلدان بدائل أكثر جاذبية بالنسبة للأوكرانيين، الذين تصبح خياراتهم أقل في غرب أوروبا».

#### رومانيا
أبلغت الحكومة الرومانية حتى 25 مارس عن دخول 579،800 أوكراني إلى رومانيا. أعلن وزير الدفاع الروماني فاسيلي دينكو بتاريخ 22 فبراير 2022، أن بإمكان رومانيا استقبال 500 ألف لاجئ إذا لزم الأمر؛ وصل اللاجئون الأوائل بعد يومين من ذلك. في 15 مارس، أفاد وزير الشؤون الخارجية بوغدان أوريسكو أن نحو 80 ألف منهم شخص بقوا في البلاد. يوجد رومانيون من ضمن المواطنين الأوكرانيين الهاربين إلى رومانيا.

#### مولدوفا
كانت مولدوفا من بين أول البلدان التي استقبلت لاجئين من ولايتي أوديسا وفنيتسيا. فعلت السلطات المولدوفية مركزًا لإدارة الأزمات لتسهيل الإقامة والإغاثة الإنسانية للاجئين. بحلول 25 مارس، 2022، دخل 379204 لاجئ أوكراني إلى مولدوفا.
استقبلت مولدوفا أكبر عدد من اللاجئين لكل فرد أكثر من أي بلد آخر، رغم كونها واحدة من أفقر الدول الأوروبية. وفقًا لموقع ميدل إيست آي، أدى ذلك إلى توترات اجتماعية، واعتُبرت المساعدات الدولية ضرورية لمساعدة المؤسسات المولدوفية في التعامل مع تدفق اللاجئين. قدرت صحيفة ذا فايننشال تايمز في 22 مارس، أن 4% من سكان مولدوفا هم من اللاجئين حاليًا، وذكرت أن حكومة مولدوفا طلبت المساعدة المالية للتعامل مع حالة الطوارئ هذه.
لدى مولدوفا وجهة نظر انتقادية تجاه العدوان الروسي، وذلك بسبب صراعها الداخلي مع ترانسنيستريا التي تدعمها روسيا. توفر حكومة مولدوفا رحلات مجانية بالحافلات، وساعدت رومانيا مولدوفا في نقل الأشخاص باتجاه رومانيا، وذلك من أجل تخفيف الضغط عن مولدوفا. وافقت ألمانيا في 12 مارس على أخذ 2500 لاجئ كانوا في مولدوفا. وفقًا لمنظمة أطباء بلا حدود، فإن معظم اللاجئين الذي دخلوا مولدوفا تابعوا طريقهم إلى رومانيا، أو بولندا أو دولة أوروبية أخرى.

#### المجر
وصل منذ بداية الغزو الروسي وحتى 25 مارس 2022، نحو 342,738 لاجئ من أوكرانيا إلى المجر. نظرًا لعدم وجود عمليات تفتيش على الحدود داخل منطقة شنغن، فإن المجر لا تعرف عدد الأشخاص الذين انتقلوا إلى دول شنغن الأخرى. وصل 500 شخص من دول العالم الثالث بالقطار إلى بودابست وطلبوا المساعدة من الشرطة. وفقًا لتقارير إعلامية كان معظمهم من الطلاب أو العاملين المهاجرين من آسيا وأفريقيا الذين كانوا يعيشون في أوكرانيا. أكد رئيس الوزراء فيكتور أوربان في 16 مارس أنه «لن يكون هناك حدود لعدد اللاجئين الأوكرانيين الذين يمكنهم البقاء في المجر».

#### سلوفاكيا
أخذت سلوفاكيا حتى 8 مارس أكثر من 140 ألف شخص لاجئ. دخل نحو 267،702 لاجئ أوكراني إلى سلوفاكيا بحلول 25 مارس،2022.

#### روسيا
وفقًا لإحصاءات الحكومة الروسية، فإن 271،254 لاجئ ذهبوا إلى روسيا بحلول 22 مارس 2022.

#### بيلاروسيا
وفقًا لإحصاءات الحكومة البيلاروسية، ذهب 6،341 لاجئ إلى بيلاروسيا بحلول 24 مارس 2022.

## مزاعم المعاملة المتحيزة على الحدود
كان في أوكرانيا، في عام 2020، أكثر من 76,000 طالب أجنبي، ربعهم من الهند وأفريقيا. تتمتع أوكرانيا بسمعة طيبة في مجال التعليم العالي الذي يحظى بشهادات معترف بها على نطاق واسع، ولا سيما في مجال الطب، إلى جانب دفع رسوم دراسية ميسورة التكلفة، وانخفاض تكاليف المعيشة، وبساطة شروط الحصول على تأشيرة دخول. استقر اللاجئون الأفغان، علاوة على ذلك، في أوكرانيا، بعد أن استولت طالبان على أفغانستان عام 2021، وانضموا إلى السكان الأفغان المتواجدين في أوكرانيا منذ الثمانينات.
صرح الاتحاد الأوروبي أن حدوده مفتوحة أيضًا للأشخاص من بلدان غير أوكرانيا وروسيا، والذين يريدون العودة إلى بلدانهم الأصلية. يمكن لمن يحتاجون إلى الحماية في الاتحاد الأوروبي طلب اللجوء. أفاد، في يوم 28 فبراير، سفير بولندا لدى الأمم المتحدة، كرستوف شتيرسكي، أن اللاجئين الذين جرى قُبولهم من أوكرانيا في ذلك اليوم وحده يمثلون 125 دولة. أدلى وزير الخارجية دميترو كوليبا، في 2 مارس، بتصريح عام قال فيه إن الأفارقة وغيرهم من غير الأوكرانيين الفارين من الحرب ينبغي أن يعاملوا على قدم المساواة.